# VH1 Storytellers (álbum de David Bowie)
VH1 Storytellers es un álbum en directo del músico y compositor británico David Bowie, lanzado el 6 de julio de 2009. La actuación se grabó el 23 de agosto de 1999 para el programa de televisión Storytellers, de la cadena VH1. La edición contiene un CD y un DVD. La lista de canciones está compuesta por temas de toda su carrera, desde los años 60 hasta su último disco 'hours...' (1999).

## Lista de canciones
- Todas las canciones compuestas por David Bowie, excepto donde se indique lo contrario.

### CD
1. "Life on Mars?" – 4:22
2. "Rebel Rebel" (truncada) – 3:15
3. "Thursday's Child" (Bowie, Reeves Gabrels) – 6:43
4. "Can't Help Thinking About Me" – 6:31
5. "China Girl" (Bowie, Iggy Pop) – 6:48
6. "Seven" (Bowie, Gabrels) – 5:01
7. "Drive-In Saturday" – 5:22
8. "Word on a Wing" – 6:35

### DVD
1. "Life On Mars?"
2. "Rebel Rebel" (truncada)
3. "Thursday's Child"
4. "Can't Help Thinking About Me"
5. "China Girl"
6. "Seven"
7. "Drive-In Saturday"
8. "Word On A Wing"

#### DVD bonus
1. "Survive" (Bowie, Gabrels)
2. "I Can't Read" (Bowie, Gabrels)
3. "Always Crashing in the Same Car"
4. "If I'm Dreaming My Life" (Bowie, Gabrels)

## Posición en listas
| Lista (2009)    | Posición más alta |
| --------------- | ----------------- |
| UK Albums Chart | 114               |